# Mango Mango
Mango Mango is een single van K3, uitgebracht op 18 mei 2022. Het is de vierde single van K3 in de bezetting van Julia Boschman, Hanne Verbruggen en Marthe De Pillecyn.

## Achtergrond
Het nummer werd uitgebracht op 18 mei 2022. Op de single werd het nummer Nooit meer oorlog en een clubmix van het nummer toegevoegd. Later werd bevestigd dat het ook één van de twaalf nummers zou zijn op het album Vleugels.
Tijdens de tournee Kom erbij! (2022) werd het nummer toegevoegd aan de setlist vanaf 22 mei 2022.

## Videoclip
De videoclip verscheen op 20 mei 2022 om 17.00 uur. Het was de vierde videoclip van K3 in deze formatie. De opnames vonden plaats in Dilsen-Stokkem bij Terhills Resort.